# Rjota Morioka
Rjota Morioka (japonsko 森岡 亮太), japonski nogometaš, * 12. april 1991.
Za japonsko reprezentanco je odigral pet uradnih tekem.